# Mechanitis solaria
Mechanitis solaria är en fjärilsart som beskrevs av Forbes 1948. Mechanitis solaria ingår i släktet Mechanitis och familjen praktfjärilar. Inga underarter finns listade i Catalogue of Life.